# Communauté de communes des Forêts du Perche
Pour l’article homonyme, voir Forêt du Perche pour la forêt domaniale.
La communauté de communes des Forêts du Perche est une structure intercommunale française, située dans le département d'Eure-et-Loir en région Centre-Val de Loire.
Elle est issue de la fusion en 2017 des communautés de communes de l'Orée du Perche et du Perche senonchois.

## Historique
En octobre 2015, le Schéma de coopération intercommunale (SDCI) préconise la fusion des deux communauté de communes du Perche senonchois et de l'Orée du Perche qui ne respecte pas les critères imposées par la loi NOTRe. L'Orée du Perche était la plus petite intercommunalité du département avec une population de 2471 habitant pour une densité très faible de 16,9 hab/km2.
Ces deux communautés avaient déjà eu le projet de fusionner en 2011 et un arrêté de périmètre de fusion avait été même pris le en décembre 2012 mais n’avait pas réuni les conditions de majorité requises par la loi.
En reprenant les mêmes arguments que pour la constitution de la communauté de communes Terres de Perche, la proposition de fusion de ces deux communautés de communes est fondée sur le fait qu’elles sont mitoyennes et membres du syndicat de pays du Perche. Elles présentent des similitudes de territoire et une identité commune. Elles ont également souhaité adhérer au Pôle d’équilibre du territoire rural du Perche en cours de constitution et dont les deux missions principales seront l’élaboration d’un schéma de cohérence territoire à l’échelon local du Perche et de favoriser l’action touristique sur ce secteur.
L'arrêté préfectoral est pris le 6 décembre 2016

## Territoire communautaire

### Géographie
Située au nord-ouest du département d'Eure-et-Loir, la communauté de communes des Forêts du Perche regroupe 15 communes et présente une superficie de 314,7 km2.

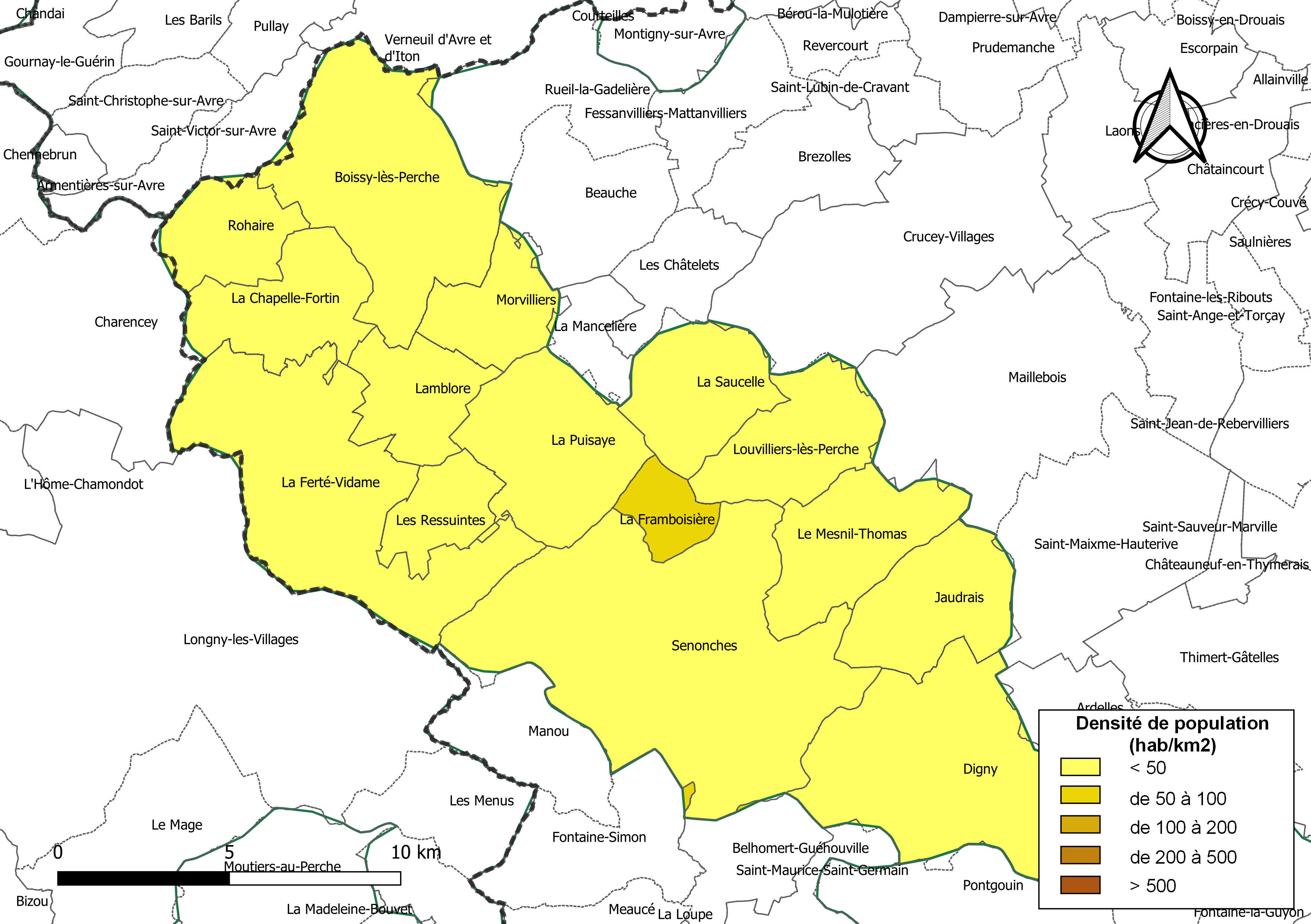
Carte des densités de population (millésimée 2016) des communes de la communauté de communes des Forêts du Perche. Composition en communes au 1er janvier 2019.

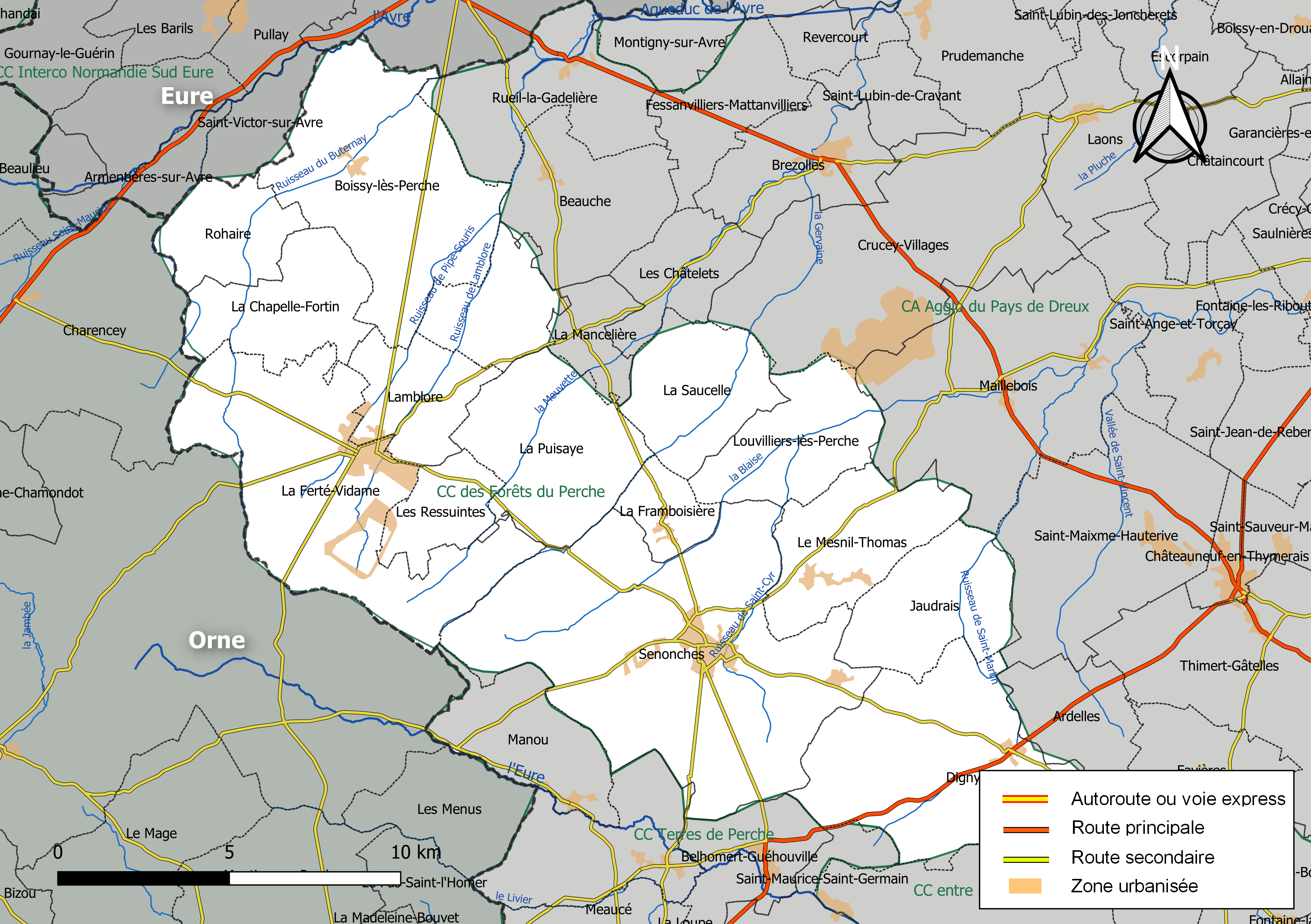
Carte de la communauté de communes des Forêts du Perche au 1er janvier 2019.

### Composition
La communauté de communes est composée des 15 communes suivantes :

| Nom                    | Code Insee | Gentilé               | Superficie (km2) | Population (dernière pop. légale) | Densité (hab./km2) |
| ---------------------- | ---------- | --------------------- | ---------------- | --------------------------------- | ------------------ |
| Senonches (siège)      | 28373      | Senonchois            | 62,48            | 3 013 (2022)                      | 48                 |
| Boissy-lès-Perche      | 28046      | Buisséens             | 33,66            | 495 (2022)                        | 15                 |
| La Chapelle-Fortin     | 28077      | Chapellois Fortiniens | 14,41            | 169 (2022)                        | 12                 |
| Digny                  | 28130      | Dignyçois             | 39,99            | 1 002 (2022)                      | 25                 |
| La Ferté-Vidame        | 28149      | Fertois               | 39,81            | 558 (2022)                        | 14                 |
| La Framboisière        | 28159      | Framboisièriens       | 5,23             | 337 (2022)                        | 64                 |
| Jaudrais               | 28200      | Jaudraisiens          | 15,3             | 409 (2022)                        | 27                 |
| Lamblore               | 28202      | Lambloriens           | 10,8             | 323 (2022)                        | 30                 |
| Louvilliers-lès-Perche | 28217      |                       | 14,5             | 198 (2022)                        | 14                 |
| Le Mesnil-Thomas       | 28248      |                       | 16,34            | 337 (2022)                        | 21                 |
| Morvilliers            | 28271      | Morvilliersiens       | 9,92             | 127 (2022)                        | 13                 |
| La Puisaye             | 28310      | Puitéosains           | 20,5             | 247 (2022)                        | 12                 |
| Les Ressuintes         | 28314      | Ressuintois           | 7,46             | 153 (2022)                        | 21                 |
| Rohaire                | 28316      | Rohairois             | 10,01            | 131 (2022)                        | 13                 |
| La Saucelle            | 28368      | Saucellois            | 14,26            | 201 (2022)                        | 14                 |

### Démographie
| 1968  | 1975  | 1982  | 1990  | 1999  | 2008  | 2013  | 2019  |
| ----- | ----- | ----- | ----- | ----- | ----- | ----- | ----- |
| 7 312 | 7 261 | 7 503 | 7 278 | 7 649 | 8 024 | 7 982 | 7 750 |

## Exécutif

### Siège
Le siège de la communauté de communes est situé à Senonches.

### Les élus
Le conseil communautaire de la communauté de communes se compose de 28 conseillers, représentant chacune des communes membres et élus pour une durée de six ans.
Ils sont répartis comme suit :
| Nombre de conseillers | Communes               |
| --------------------- | ---------------------- |
| 11                    | Senonches              |
| 3                     | Digny                  |
| 2                     | La Ferté-Vidame        |
| 1 (+1 suppléant)      | les 12 autres communes |

### Présidence
| Période      | Période  | Identité       | Étiquette | Qualité            |
| ------------ | -------- | -------------- | --------- | ------------------ |
| janvier 2017 | En cours | Xavier Nicolas | LR        | maire de Senonches |

### Régime fiscal et budget
Le régime fiscal de la communauté d'agglomération est la fiscalité professionnelle unique (FPU).